# منطقة البلطيق العسكرية
منطقة البلطيق العسكرية (بالروسية: Прибалтийский военный округ وتُعرف اختصارًا باسم ПрибВО) منطقة عسكرية سوفيتية تشكّلت قبل بضعة أشهر من الغزو الألماني للاتحاد السوفيتي وأُعيد تشكيلها مرة أخرى في أعقاب نهاية الحرب العالمية الثانية كتأكيد للسيطرة السوفيتية على دول البلطيق، وتم حلّها في نهاية الأمر بعد تفكك الاتحاد السوفيتي عام 1991.
أُنشئت منطقة البلطيق العسكرية بناءً على الأمر الصادر من مفوض الشعب السوفيتي لشؤون الدفاع الصادر بتاريخ 11 يوليو 1940، على أن تُقام المنطقة العسكرية في ريغا في أعقاب الاحتلال السوفيتي لدول البلطيق عام 1940، وفي 17 أغسطس 1940 تغيّر اسم المنطقة إلى منطقة البلطيق العسكرية الخاصة، ومع نشوب الحرب السوفيتية الألمانية تحوّلت من مجرّد منطقة عسكرية إلى جبهة عسكرية كاملة أُطلق عليها اسم الجبهة الشمالية الغربية، في هذه الأثناء تكوّنت منطقة البلطيق العسكرية من:
- الجيش الثامن
- الجيش الحادي عشر
- الجيش السابع والعشرون
- الفيلق الخامس المحمول جوًا
- الفيلق الثالث المميكن المتواجد في فيلينيوس، علاوة على بعض الوحدات الصغيرة الأخرى[1]

ومع نهاية الحرب العالمية الثانية أُعيد إنشاء المنطقة العسكرية مرّة أخرى في ريغا في 9 يوليو 1945 على غرار القوات البرية التابعة لجبهة البلطيق الأولى، وكانتا جمهوريتي لاتفيا ولتوانيا السوفيتيتين الاشتراكيتين مجال سيطرة المنطقة العسكرية، حتى حلّها في 27 فبراير 1946 وإقامة منطقة عسكرية خاصة أخرى في كالينينغراد حيث تم إضافة منطقة كالينينغراد بأكملها ضمن نطاق سيطرة المنطقة العسكرية الجديدة، وظل هذا هو نطاق عمل المنطقة العسكرية لمدة عشر سنوات حتى وُضعت جمهورية إستونيا تحت سيطرة منطقة البلطيق العسكرية في يناير 1956 بعدما كانت تحت سيطرة منطقة لينينغراد العسكرية.

## القوات
كانت القوة الرئيسية لمنطقة البلطيق العسكرية متمثلة في الجيش الحادي عشر حرس المرابض في كالينينغراد أوبلاست بعد حلّ الجيش العاشر حرسعام 1950، وفي منتصف الخمسينات تكوّنت المنطقة العسكرية من:
- الفرقة الأولى دبابات وبقية التشكيلات المدرّعة لقوات الحرس
- الفيلق الثاني بنادق
- فيلق الراية الحمراء السادس عشر بنادق[ب] (كونيغسبرغ) المكوّن من الفرقتين الأولى والسادسة والعشرين بنادق علاوة على الفرقة التاسعة والعشرين مشاة ميكانيكية
- فيلق الراية الحمراء السادس والثلاثين بنادق (نيمان) المكوّن من الفرقتين الخامسة والسادسة عشر بنادق علاوة على الفرقة الثلاثين مشاة ميكانيكية

ومع انتقال إستونيا لنطاق سيطرة منطقة البلطيق العسكرية، أُلحق كذلك فيلق الحرس الثاني دبابات "تاتسينسكايا" .

## القادة
- الكولونيل العام ألكسندر لوكتيونوف (1940)
- الكولونيل العام فيودور كوزنيتسوف (1940 - 1941)
- المارشال إيفان باغراميان (1945 - 1954)
- جنرال الجيش ألكسندر غورباتوف (1954 - 1958)
- جنرال الجيش بافيل باتوف (1958 - 1959)
- جنرال الجيش إيوسف غوساكوفسكي (1959 - 1963)
- جنرال الجيش غيورغي خيتاغوروف (1963 - 1971)
- الكولونيل العام فلاديمير غوفوروف[2] (1971 - 1972)
- الكولونيل العام ألكسندر مايوروف (1972 - 1980)
- الكولونيل العام ستانيسلاف بوستنيكوف (1890 - 1984)
- الكولونيل العام أ. ف. بيختينين (1984 - 1987)
- الكولونيل العام فيكتور غريشين (1987 - 1991)
- الفريق فاليري ميرونوف (1991)

## الملاحظات
1. ↑  وصف حرس يعني حصول التشكيل العسكري المعني على وسام الحرس السوفيتي مما يعدّها واحدة من وحدات الحرس في القوات المسلحة السوفيتية ومجموعات النخبة في الجيش الأحمر.
2. ↑  وصف الراية الحمراء يعني حصول التشكيل العسكري المعني على وسام الراية الحمراء السوفيتي الذي يُمنح نظير إظهار الشجاعة والتضحية في الدفاع عن الوطن الاشتراكي.

## قراءة مفصّلة
- (بالإنجليزية) Petersen, P. and Petersen, S. (1993) "The Kaliningrad garrison state", Jane's Intelligence Review, 5:2, 1993